# Sandringham House
Sandringham House er et gods ved landsbyen Sandringham. Godset ligger i King's Lynn i West Norfolk kommune i  Østengland. Godsets hovedbygning hedder også Sandringham House. Rundt om på godset ligger der flere mindre boliger.

## Kongebolig siden 1862
Godset har været i den britiske kongefamilies private eje siden 1862. 
Gennem flere årtier var Sandringham House ét af kongefamiliens foretrukne opholdssteder.
Her døde dronning Alexandra af Danmark, hendes sønner prins Albert Victor af Storbritannien, kong Georg 5. af Storbritannien og hendes sønnesøn kong Georg 6. af Storbritannien. 

## Appleton House
Appleton House var en bolig under godset Sandringham House. Huset blev revet ned i 1984.
I 1896 blev prinsesse Maud af Storbritannien gift med prins Carl af Danmark. De blev kongepar af Norge i 1905. Prins  Edward og prinsesse Alexandra af Wales gav deres datter og svigersøn Appleton House i bryllupsgave. 
Hver vinter boede dronning Maud på Appleton House, hvor hun holdt fødselsdag den 26. november, og hvor hun fejrede jul sammen med sin britiske familie. Efter Mauds død i 1938 gav Haakon 7. af Norge huset tilbage til Georg 6. af Storbritannien. Kong Georg 6. og dronning Elizabeth Bowes-Lyon boede i huset under noget af 2. verdenskrig. 
Under krigen blev der opført et stort anlæg med antiluftskyts rundt om huset. Det viste sig, at være kostbart at fjerne anlægget. Derfor det fik lov til at blive liggende. 
Dronning Mauds tomme hus (”The Queen's empty House”) gik efterhånden i forfald, og det blev revet ned i 1984. 
I 1903 blev prins Alexander af Danmark født i huset. Han fulgte sin far som kong Olav af Norge i 1957.

## Park House
Familien Spencer disponerer over naboejendommen Park House. Lady Diana Frances Spencer (kendt som ’’Diana, prinsesse af Wales’’) er født og opvokset her.   